# Trnovke
Trnovke (znanstveno ime Echinoderma) so rod gliv iz družine kukmark (Agaricaceae).

## Seznam trnovk Slovenije[2]
- hrapava trnovka (Echinoderma asperum)
- krivoluska trnovka (Echinoderma calcicola)
- bodičasta trnovka (Echinoderma echinaceum)
- čvrstoluska trnovka (Echinoderma hystrix)
- temnoluska trnovka (Echinoderma jacobi)
- ostroluska trnovka (Echinoderma perplexum)